# Vaalkuifspecht
De vaalkuifspecht (Celeus elegans) is een vogel uit de familie Picidae (spechten).

## Verspreiding en leefgebied
Deze soort komt voor in noordelijk Zuid-Amerika en het Amazonebekken en telt zes ondersoorten:
- C. e. hellmayri: oostelijk Venezuela, Guyana en Suriname.
- C. e. deltanus: noordoostelijk Venezuela.
- C. e. leotaudi: Trinidad.
- C. e. elegans: Frans-Guyana en noordoostelijk Brazilië (noordelijk van de Amazonerivier).
- C. e. citreopygius: oostelijk Ecuador en oostelijk Peru.
- C. e. jumanus: van oostelijk Colombia en zuidelijk Venezuela tot noordelijk Bolivia.

## Status
De grootte van de populatie is niet gekwantificeerd maar de soort wordt omschreven als niet algemeen voorkomend. Op de Rode lijst van de IUCN heeft deze soort de status niet bedreigd.